# Romannobridge
Romannobridge, auch Romanno Bridge, gälisch Drochaid Ràth Mhanach, ist eine Ortschaft am Nordwestrand der schottischen Council Area Scottish Borders beziehungsweise in der traditionellen Grafschaft Peeblesshire. Sie liegt rund zwölf Kilometer südwestlich von Penicuik und zehn Kilometer nordwestlich von Peebles vor der Ostflanke der Pentland Hills. Durch Rommanobridge fließt das Lyne Water.

## Geschichte
Die Bezeichnung der Ortschaft leitet sich ab von dem in den 1950er Jahren abgebrochenen Herrenhaus Romanno House und einer schmalen Brücke am Ort. Zwischen 1313 und 1671 gehörten die umliegenden Ländereien von Spitalhaugh zu den Besitztümern der Earls of Morton. 1671 erwarb Richard Murray, Bruder des Politikers Archibald Murray, 3. Baronet, Spitalhaugh. Im frühen 17. Jahrhundert war am Standort bereits ein Tower House entstanden, das unter Murray zum Herrenhaus Spitalhaugh House ausgebaut wurde.
1677 war Romannobridge Schauplatz eines blutigen Kampfes zwischen zwei Zigeunersippen, die von einem Jahrmarkt in Haddington gekommen waren. Eine entsprechende Inschrift war in dem Taubenturm von Romanno House zu finden.
Im Rahmen der Zensuserhebung 1961 wurden in Romannobridge 51 Einwohner gezählt.

## Verkehr
Die A701 (Edinburgh–Dumfries) bildet die Hauptverkehrsstraße von Romannobridge und schließt die Ortschaft an das Fernsverkehrsstraßennetz an. Im Westen, bei West Linton, passiert die von Edinburgh nach St John’s Town of Dalry führende A702. Wenige Kilometer südlich besteht Anschluss an die A72 (Galashiels–Hamilton).